# Крашенка

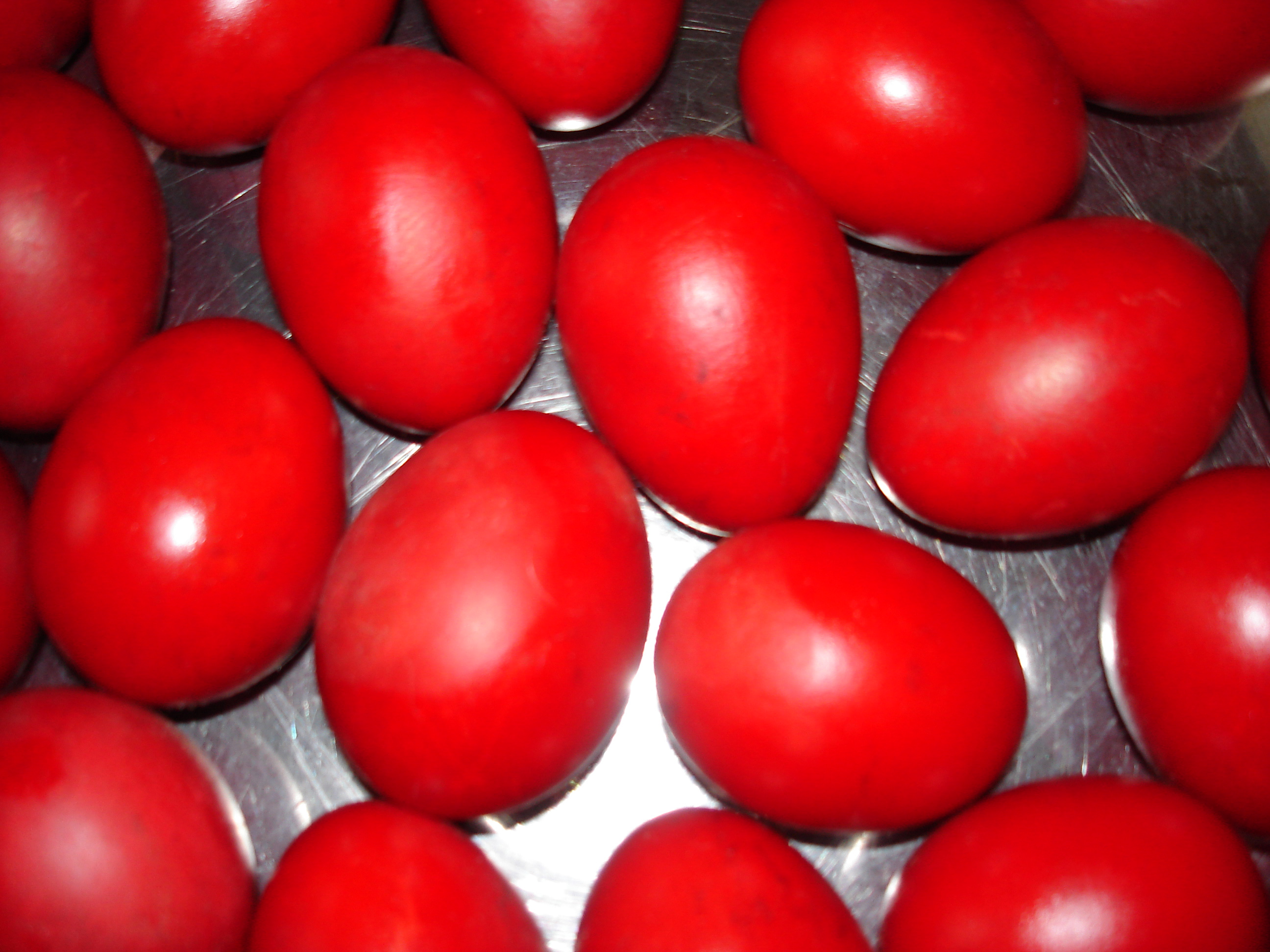
Ярко-красные греческие крашенки.

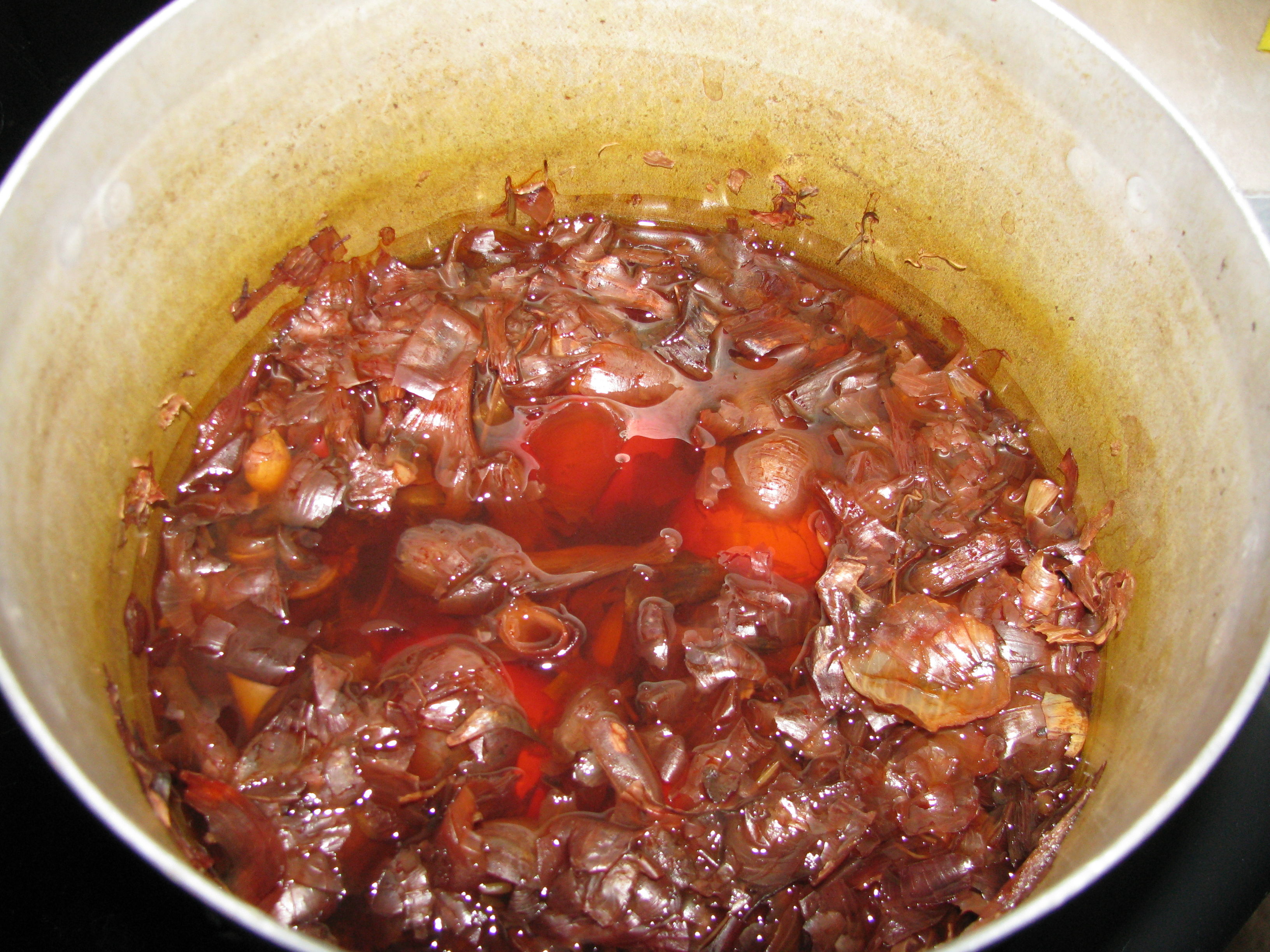
Приготовление крашенок в отваре луковой шелухи.

Кра́шенка (крашеное яйцо) — один из основных видов яиц на Пасху и Троицу, наряду с писанкой (иногда крашенками называют в целом все расписанные яйца).

## Традиционная технология
Традиционная технология изготовления крашенки довольно простая, по сравнению с писанкой. Она не нуждается в использовании воска, специальных красок, или кисточки. Для получения пасхальных яиц используют круто сваренное в шелухе лука яйцо, которое после этого приобретает желто-коричневый цвет различной интенсивности. Иногда к ним привязывают листочки петрушки, которые оставляют на скорлупе светлые отпечатки. Чаще всего пасхальные яйца красят в красный цвет, символ любви и вечной жизни. На Семик и Троицу, иногда на Вознесение, яйца красили в жёлтый или жёлто-зелёный цвет, используя берёзовые листья.
В XX столетии начали также красить пасхальные яйца разнообразными пищевыми красителями промышленного изготовления.

## Натуральные красители
Сначала пасхальные яйца красили в красный цвет. Сейчас можно увидеть яйца различных цветов. Используя отвары растений, в зависимости от цели, можно получить следующие цвета:
красно-коричневый: шелуха лука
розовый: сок из свеклы
жёлтый: листья берёзы, кора молодых яблонь, цветы календулы
зеленый: крапива, побеги молодой ржи, листья барвинка
чёрный или коричневый: кора дуба, ольхи, оболочки грецких орехов
фиолетовый: лепестки тёмной мальвы
Также для окрашивания использовали: чабрец, кору черноклёна, пролеску. Изменяя плотность отвара и время, которое яйцо находится в отваре, можно регулировать насыщенность цвета. 
Пасхальные крашеные яйца наделяли охранными свойствами.